# Seznam uměleckých realizací ve veřejném prostoru v Lysolajích
Seznam uměleckých realizací v Lysolajích v Praze 6 obsahuje tvorbu výtvarných umělců umístěnou ve veřejném prostoru v katastrálním území Lysolaje. Seznam je řazen podle ulic a nemusí být úplný.

## Seznam uměleckých realizací
| Název              | Fotografie                                                          | Lokace                                                | Autor                    | Rok  | Popis           | Poznámka                                                              |
| ------------------ | ------------------------------------------------------------------- | ----------------------------------------------------- | ------------------------ | ---- | --------------- | --------------------------------------------------------------------- |
| Ohňostroj          | Kategorie „Ohňostroj (Anna Plačková)“ na Wikimedia Commons          | Dolina 50°7′36,71″ s. š., 14°22′2,4″ v. d.            | Anna Plačková (*1981)    | 2015 | socha, pískovec | 2. ročník lysolajského sochařského sympozia                           |
| Rodina             | Kategorie „Rodina (Barbora Chládková)“ na Wikimedia Commons         | Dolina 50°7′34,94″ s. š., 14°22′4,27″ v. d.           | Barbora Chládková        | 2016 | socha, pískovec | 3. ročník lysolajského sochařského sympozia                           |
| Otisk              | Kategorie „Otisk (Jiří Středa)“ na Wikimedia Commons                | PP Housle 50°7′30,91″ s. š., 14°21′54,32″ v. d.       | Jiří Středa              | 2016 | socha, pískovec | 3. ročník lysolajského sochařského sympozia                           |
| Stínohry           | Kategorie „Stínohry (František Svátek)“ na Wikimedia Commons        | PP Housle 50°7′30,92″ s. š., 14°21′55,67″ v. d.       | František Svátek         | 2016 | socha, pískovec | 3. ročník lysolajského sochařského sympozia                           |
| Dva poutníci       | Kategorie „Dva poutníci (Jaromíra Němcová)“ na Wikimedia Commons    | PP Housle 50°7′31,39″ s. š., 14°21′55,28″ v. d.       | Jaromíra Němcová         | 2017 | socha, pískovec | 4. ročník lysolajského sochařského sympozia                           |
| Koupající se Měsíc | Kategorie „Koupající se Měsíc (Anna Plačková)“ na Wikimedia Commons | Kovárenská 50°7′28,7″ s. š., 14°22′29,55″ v. d.       | Anna Plačková            | 2017 | socha, pískovec | 4. ročník lysolajského sochařského sympozia                           |
| Jaro               | Kategorie „Jaro (Jean-Paul Chablais)“ na Wikimedia Commons          | Lysolajské údolí 50°7′35,27″ s. š., 14°22′17,2″ v. d. | Jean-Paul Chablais       | 2016 | socha, pískovec | 3. ročník lysolajského sochařského sympozia                           |
| Král oceánu        | Kategorie „Král oceánu (Jaromír Švaříček)“ na Wikimedia Commons     | Lysolajské údolí 50°7′34,89″ s. š., 14°22′2,73″ v. d. | Jaromír Švaříček         | 2014 | socha, pískovec | 1. ročník lysolajského sochařského sympozia, poblíž kaple Panny Marie |
| Hnízdo             | Kategorie „Hnízdo (Miroslav Mlynář)“ na Wikimedia Commons           | Park Kaménka 50°7′29,38″ s. š., 14°22′19,22″ v. d.    | Miroslav Mlynář          | 2015 | socha, pískovec | 2. ročník lysolajského sochařského sympozia                           |
| Mlčenlivý bůh      | Kategorie „Mlčenlivý bůh (Jan Turský)“ na Wikimedia Commons         | Park Kaménka 50°7′26,95″ s. š., 14°22′18,6″ v. d.     | Jan Turský               | 2015 | socha, pískovec | 2. ročník lysolajského sochařského sympozia                           |
| Můj poklad         | Kategorie „Můj poklad (Beata Rostas)“ na Wikimedia Commons          | Park Kaménka 50°7′27,31″ s. š., 14°22′15,21″ v. d.    | Beata Rostas             | 2017 | socha, pískovec | 4. ročník lysolajského sochařského sympozia                           |
| Relikviář          | Kategorie „Relikviář (Libor Pisklák)“ na Wikimedia Commons          | Park Kaménka 50°7′28,66″ s. š., 14°22′17,6″ v. d.     | Libor Pisklák            | 2014 | socha, pískovec | 1. ročník lysolajského sochařského sympozia                           |
| Víly v tůňce       | Kategorie „Víly v tůňce (Barbora Blahutová)“ na Wikimedia Commons   | Park Kaménka 50°7′28,19″ s. š., 14°22′18,85″ v. d.    | Barbora Blahutová        | 2017 | socha, pískovec | 4. ročník lysolajského sochařského sympozia                           |
| Žába               | Kategorie „Žába (Daniel Talavera)“ na Wikimedia Commons             | Park Kaménka 50°7′28,37″ s. š., 14°22′17,08″ v. d.    | Daniel Talavera          | 2014 | socha, pískovec | 1. ročník lysolajského sochařského sympozia                           |
| Striktní milenci   | Kategorie „Striktní milenci (Pavel Míka)“ na Wikimedia Commons      | Sídlištní 50°7′35,51″ s. š., 14°22′44,11″ v. d.       | Pavel Míka               | 2015 | socha, pískovec | 2. ročník lysolajského sochařského sympozia                           |
| Khmérská tanečnice | Kategorie „Khmérská tanečnice (Michal Blažek)“ na Wikimedia Commons | Sportovců 50°7′29,89″ s. š., 14°22′20,38″ v. d.       | Michal Blažek            | 2014 | socha, pískovec | 1. ročník lysolajského sochařského sympozia                           |
| Vodní svět         | Kategorie „Vodní svět (Cchatna Tour)“ na Wikimedia Commons          | Sportovců 50°7′30,14″ s. š., 14°22′19,25″ v. d.       | Cchatna Tour             | 2015 | socha, pískovec | 2. ročník lysolajského sochařského sympozia                           |
| Torzo vejce        | Kategorie „Torzo vejce (Ladislav Janouch)“ na Wikimedia Commons     | Starodvorská 50°7′30,39″ s. š., 14°22′22,64″ v. d.    | Ladislav Janouch (*1944) | 2017 | socha, pískovec | 4. ročník lysolajského sochařského sympozia                           |